# Group of Eight
Die Group of Eight (Go8) ist die Vereinigung der führenden forschungsintensiven Universitäten in Australien. Sie gehört zum „Global Network of Research Universities“.
Zur Group of Eight zählen:
| Universität                     | Standort  | ge- grün- det | Universitäts-Rankings | Universitäts-Rankings | Universitäts-Rankings | Universitäts-Rankings | Universitäts-Rankings | Universitäts-Rankings |
| Universität                     | Standort  | ge- grün- det | QS World (2019)       | ARWU World (2018)     | THE World (2019)      | U.S. News (2018)      | CWTS Leiden (2016)    | CWUR (2019)           |
| ------------------------------- | --------- | ------------- | --------------------- | --------------------- | --------------------- | --------------------- | --------------------- | --------------------- |
| Australian National University  | Canberra  | 1946          | 24                    | 69                    | 49                    | 69                    | 202                   | 82                    |
| Monash University               | Melbourne | 1958          | 59                    | 91                    | 84                    | 68                    | 64                    | 124                   |
| University of Adelaide          | Adelaide  | 1874          | 114                   | 101–150               | 135                   | 122                   | 169                   | 229                   |
| University of Melbourne         | Melbourne | 1853          | 39                    | 38                    | 32                    | 26                    | 33                    | 57                    |
| University of New South Wales   | Sydney    | 1949          | 45                    | 101–150               | 96                    | 69                    | 58                    | 119                   |
| University of Queensland        | Brisbane  | 1909          | 48                    | 55                    | 69                    | 45                    | 37                    | 74                    |
| University of Sydney            | Sydney    | 1850          | 42                    | 68                    | 59                    | 34                    | 30                    | 71                    |
| University of Western Australia | Perth     | 1911          | 91                    | 93                    | 134                   | 88                    | 151                   | 145                   |